# Баия-Бланка (муниципалитет)
Муниципалитет Баия-Бланка  (исп. Partido de Bahía Blanca) — муниципалитет в Аргентине в составе провинции Буэнос-Айрес.
Территория — 2300 км². Население — 301 572 человек. Плотность населения — 131,13 чел./км².
Административный центр — Баия-Бланка.

## География
Муниципалитет расположен на юго-западе провинции Буэнос-Айрес. По территории муниципалитета протекает река Саусе-Чико.
Муниципалитет граничит:
- на севере — с муниципалитетом Торнкист
- на востоке — с муниципалитетом Коронель-Принглес
- на юго-востоке — с муниципалитетом Коронель-Росалес
- на юге — с Атлантическим океаном
- на юго-западе — с муниципалитетом Вильярино

## Важнейшие населённые пункты[2]
| № | Населённый пункт       | Населённый пункт (исп.) | Категория   | Население чел. (2010) | На карте                        |
| - | ---------------------- | ----------------------- | ----------- | --------------------- | ------------------------------- |
| 1 | Баия-Бланка            | Bahía Blanca            | агломерация | 291327                | 38°43′19″ ю. ш. 62°15′53″ з. д. |
| 2 | Хенераль-Даниэль-Серри | General Daniel Cerri    | город       | 6745                  | 38°43′02″ ю. ш. 62°23′35″ з. д. |
| 3 | Кабильдо               | Cabildo                 | город       | 2046                  | 38°29′05″ ю. ш. 61°53′39″ з. д. |

#### Агломерация Баия-Бланка
| № | Населённый пункт | Населённый пункт (исп.) | Категория | Население чел. (2001) | На карте                        |
| - | ---------------- | ----------------------- | --------- | --------------------- | ------------------------------- |
| 1 | Баия-Бланка      | Bahía Blanca            | город     | 258243                | 38°42′35″ ю. ш. 62°15′30″ з. д. |
| 2 | Инхеньеро-Уайт   | Ingeniero White         | город     | 10486                 | 38°46′47″ ю. ш. 62°16′01″ з. д. |
| 3 | Грюнбейн         | Grünbein                | город     | 3194                  | 38°45′08″ ю. ш. 62°10′42″ з. д. |
| 4 | Вилья-Эспора     | Villa Espora            | посёлок   | 1604                  | 38°44′28″ ю. ш. 62°10′13″ з. д. |
| 5 | Вилья-Бордеу     | Villa Bordeu            | посёлок   | 982                   | 38°41′13″ ю. ш. 62°20′13″ з. д. |